# The World Is Mine (Hooverphonic)
The World Is Mine è il primo singolo utilizzato per la promozione dell'album Hooverphonic Presents Jackie Cane degli Hooverphonic.

## Tracce

### CD Singolo
1. The World Is Mine (Radio Edit)
2. The World Is Mine (Eli Janney's Tight Remix)

### CD Maxi Singolo
1. The World Is Mine (Radio Edit)
2. The World Is Mine (Eli Janney's Tight Remix Edit)
3. The World Is Mine (Marc Moulin Remix Short)
4. The World Is Mine (Buscemi Remix)
5. The World Is Mine (Eli Janney's Tight Remix Club Full Version)